# Буш, Адольф (бизнесмен)
Адольф Буш (нем. Adolphus Busch; 10 июля 1839, Кастель, Германия — 10 октября 1913, Линдшид, Германия) — президент американской пивоваренной компании Anheuser-Busch с 1880 года. Он ввёл многочисленные инновации, обеспечившие успех компании в конце XIX и начале XX веков. Был первым американским пивоваром, который использовал пастеризацию для поддержания свежести пива; первым, кто использовал механическое охлаждение и рефрижераторные железнодорожные вагоны.
Семья Буш полностью контролировала компанию из поколения в поколение вплоть до продажи Anheuser-Busch компании InBev в 2008 году.

## Биография
Адольф Буш родился 10 июля 1839 года в многодетной семье Ульриха Буша и Барбары Пфайффер. Он был 21-м из 22 детей. Его семья занималась оптовой торговлей, винодельнями и пивоварнями. Буш и его братья получили качественное образование, сам он окончил Колониальный университет Бельгии в Брюсселе. Из-за старших братьев и сестер, Адольф не рассчитывал на значительную часть наследства отца, и в 1857 году, в возрасте 18 лет, Буш эмигрировал с тремя старшими братьями в Сент-Луис, штат Миссури.
Выбор города был не случайным, поскольку в Сент-Луисе проживало очень много немецких иммигрантов, рынок пива был большим. У города также было два природных ресурса, необходимых для производства и хранения пива: река обеспечивала достаточное водоснабжение и большое количество пещер позволяло сохранять пиво прохладным.

## Личная жизнь

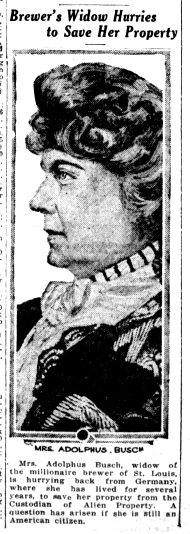
Миссис Буш

Поселившись Сент-Луисе, 7 марта 1861 года Буш женился на Элизе «Лилли» Эберхард Анхойзер, третьей дочери Эберхарда Анхойзера, с которой прожил до конца своей жизни. У них было тринадцать детей, родившихся с 1863 по 1884 год.
Буши часто ездили в Германию, где построили свой особняк. Они назвали его «Виллой Лилли» в честь миссис Буш. Особняк расположен в Линдшиде, недалеко от Лангеншвальбаха, в современном Бад-Швальбахе.

## Карьера

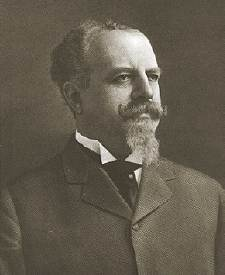
Адольф Буш

До Гражданской войны в США Буш служил клерком в комиссионном доме, а после в оптовой компании Уильяма Хайнрихсхофена. Во время Гражданской войны в США Буш прослужил в армии Союза шесть месяцев. В этот период он узнал, что его отец умер и он унаследовал часть поместья.
Вместе с Эрнстом Баттенбергом Адольф Буш основал в Сент-Луисе компанию по поставке оборудования для пивоварен. В 1865 году он выкупил долю Баттенберга и компания была переименована в «Adolphus Busch&Co».
Одним из его клиентов была компания E. Anheuser&Co, принадлежавшая его тестю Эберхарду Анхойзеру совместно с Уильямом Д’Оенчем. На тот момент Anheuser была известным в США производителем мыла, но компании не хватало знаний в пивоварении, и в 1864 году Анхойзер убедил своего зятя перейти в управление пивоварней.
Буш управлял обеими компаниями до 1869 года, когда он приобрел долю Д’Оенча в компании, и с тех пор он исполнял обязанности руководящего менеджера вплоть до смерти своего тестя. Его работа отличалась «своевременным внедрением важных научных и технологических инноваций, обширной стратегией продаж, ориентированной в основном на внешние внутренние и международные мегаполисы».
Адольфус Буш был первым американским пивоваром, который использовал пастеризацию для поддержания свежести пива; первым, кто использовал механическое охлаждение и рефрижераторные железнодорожные вагоны, которые он ввел в 1876 году; и первым, кто широко разливал пиво по бутылкам. К 1877 году компания владела парком из 40 рефрижераторных железнодорожных вагонов для перевозки пива. Расширение ассортимента дистрибуции компании привело к увеличению спроса на продукцию Anheuser, и компания существенно расширила свои мощности в Сент-Луисе. Расширение привело к увеличению производства с 31 500 баррелей в 1875 году до более чем 200 000 в 1881 году.
Чтобы оптимизировать деятельность компании по производству рефрижераторных вагонов и добиться вертикальной интеграции, в 1878 году Буш основал компанию St. Louis Refrigerator Car Company, которой было поручено строить, продавать и сдавать в аренду рефрижераторные вагоны; к 1883 году компания владела 200 автомобилями, а к 1888 году — 850. Чтобы обслуживать эти вагоны и переключать их на свою пивоварню в Сент-Луисе, Anheuser-Busch основал железнодорожную компанию Manufacturers в 1887 году. Короткая линия работала до 2011 года, когда компания Anheuser-Busch попыталась прекратить свою деятельность.
В течение 1870-х годов Адольф Буш гастролировал по Европе и изучал изменения в методах пивоварения, которые происходили в то время, особенно успех пива Pilsner, которое включало в себя местный популярный образец, сваренный в Будвайсе. В 1876 году Буш представил Budweiser, стремясь превзойти региональные вкусы. Способность его компании транспортировать бутылочное пиво сделала Budweiser первым национальным пивным брендом в Соединённых Штатах, и оно было продано как «премиальное» пиво.
В 1879 году компания была переименована в пивоваренную Ассоциацию Anheuser-Busch. После смерти Эберхарда Анхойзера в 1880 году Буш стал президентом компании.
В течение 1880-х и 1890-х годов Буш представил серию рекламных объявлений и маркетинговых подарков для компании, включая открывалки для бутылок, календари, штопоры, карманные ножи, открытки и принты. Среди наиболее известных из этих подарков был «Последний бой Кастера», литография с изображением картины художника из Сент-Луиса Кассилли Адамса. В качестве маркетинговой тактики Буш распространил тысячи экземпляров этой печати по барам в 1896 году, в том же году Anheuser-Busch представила свой новый «супер-премиальный» бренд Michelob. В конечном счете было выпущено более миллиона экземпляров этой гравюры, и она стала «одним из самых популярных произведений искусства в Американской истории».
На рубеже XIX—XX веков компания Anheuser-Busch продолжала расширять свои производственные мощности, чтобы не отставать от спроса.
В 1905 году в одном из своих деловых писем Адольф Буш говорил, что его цель «покорить весь американский народ, сделав всех любителями пива, и научить уважать пивоваренную промышленность, но не самого пивовара».
В 1905 году компания построила новый склад в Сент-Луисе и к 1907 году она произвела почти 1,6 миллиона баррелей пива. По мере распространения запрета алкоголя в Соединённых Штатах, Anheuser-Busch начал производить безалкогольные и слабоалкогольные напитки (известные как пиво Near); наиболее успешным из них был Bevo, солодовый напиток, введенный в 1908 году.

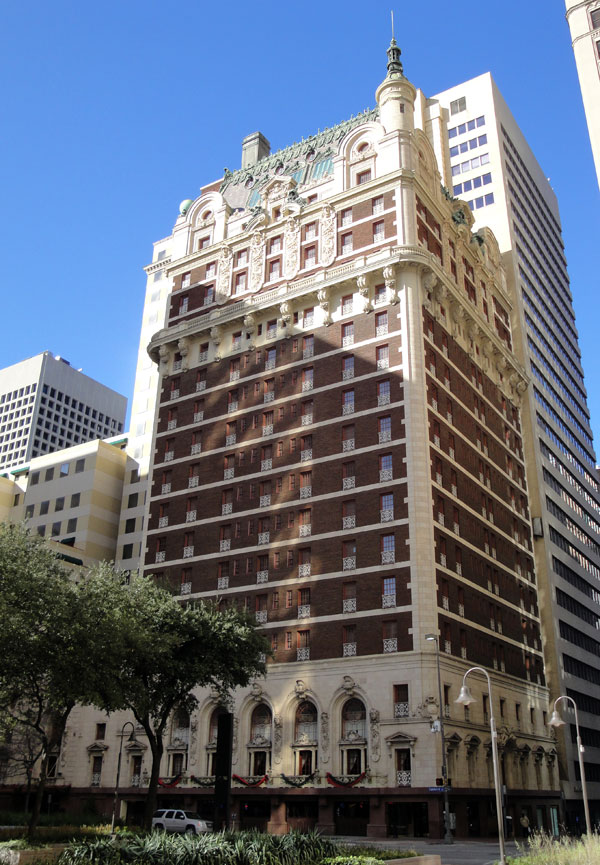
Adolphus Hotel в Далласе, Техас.

Буш инвестировал в новые здания и предприятия в Далласе, штат Техас, который в начале XX века быстро развивался как промышленный город. В 1912 году Буш построил здесь отель Adolphus высотой 95 метров, который стал самым высоким зданием в штате. Другое здание Буша было адаптировано под резиденцию Кирби и расположено по адресу 1509 Main St. Это национальный исторический памятник.
После смерти Адольфа Буша в 1913 году контроль над компанией перешёл к его сыну Августу Анхойзер-Бушу старшему, который продолжал бороться с ростом ограничений на алкоголь. В рамках усилий по повышению респектабельности употребления алкоголя Август Буш построил три высококлассных ресторана в Сент-Луисе в 1910-х годах: гостиница «Аист», гостиница «Гретхен» (ныне известная как «Пирующая Лиса») и мельница Bevo.

## Diesel Motor Company of America

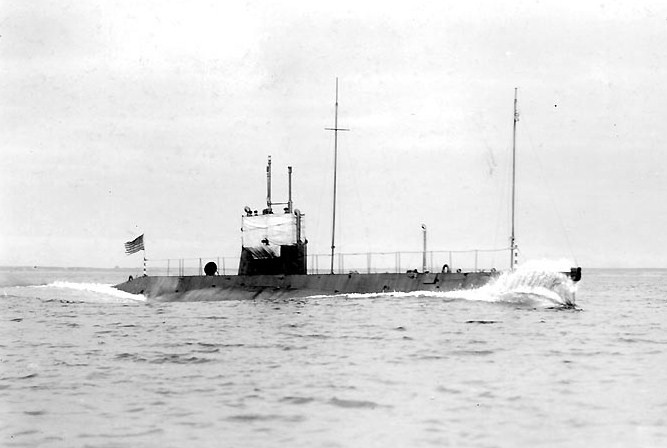
Подводная лодка US U-Boot L1 mit 2 × 450 PS с мотором Busch-Sulzer

В 1897 году во время деловой поездки в Германию Буш узнал от своего партнёра о новом двигателе Рудольфа Дизеля и сообщил об этом в телеграмме Эдварду Дэниелю Мейеру, который представил дизельный двигатель в Соединённых Штатах. Мейер провел задокументированные испытания двигателя и рекомендовал Бушу купить американские патентные права на двигатель Дизеля.
6 сентября 1897 года Буш и его зять Хьюго Райзингер посетили Рудольфа Дизеля в Баден-Бадене. 9 октября 1897 года договор между Дизелем и Бушем был подписан в Мюнхене. Взамен компания Diesel получала 1 миллион марок, а в будущем — 5 % лицензионных сборов с каждого дизельного двигателя, проданного в Северной Америке и Канаде. Кроме того, будущие американские производители дизельных двигателей должны получать поддержку от компании в качестве лицензиатов.
Вернувшись в Соединённые Штаты, Буш основал компанию Diesel Motor Company of America. Адольф Буш стал президентом, Даниэль Мейер стал главным инженером, а Хьюго Райзингер — финансовым директором по проектированию, производству и маркетингу дизельных двигателей в Северной Америке и Канаде.
В 1908 году Буш стал единственным владельцем компании, а в 1911-м была основана Busch-Sulzer, которая производила двигатели для локомотивов, гражданских заказчиков и ВМС США, уделяя особое внимание дизельным двигателям для американских подводных лодок вплоть до Второй мировой войны.
В 1940-х годах активы были проданы производственной компании Nordberg Manufacturing Company, и производство дизельных двигателей было прекращено.

## Благотворительность
На протяжении всей жизни Адольф Буш проявлял интерес к своей родине, он помогал восстанавливать разрушения, вызванные наводнением в Майнц-Кастель в 1882 году. После землетрясения 1906 года он пожертвовал 100 000 долларов Сан-Франциско: 50 000 долларов лично и 50 000 долларов от своей компании. Буш пожертвовал Гарварду 350 000 долларов на создание германского музея.

## Смерть и погребение

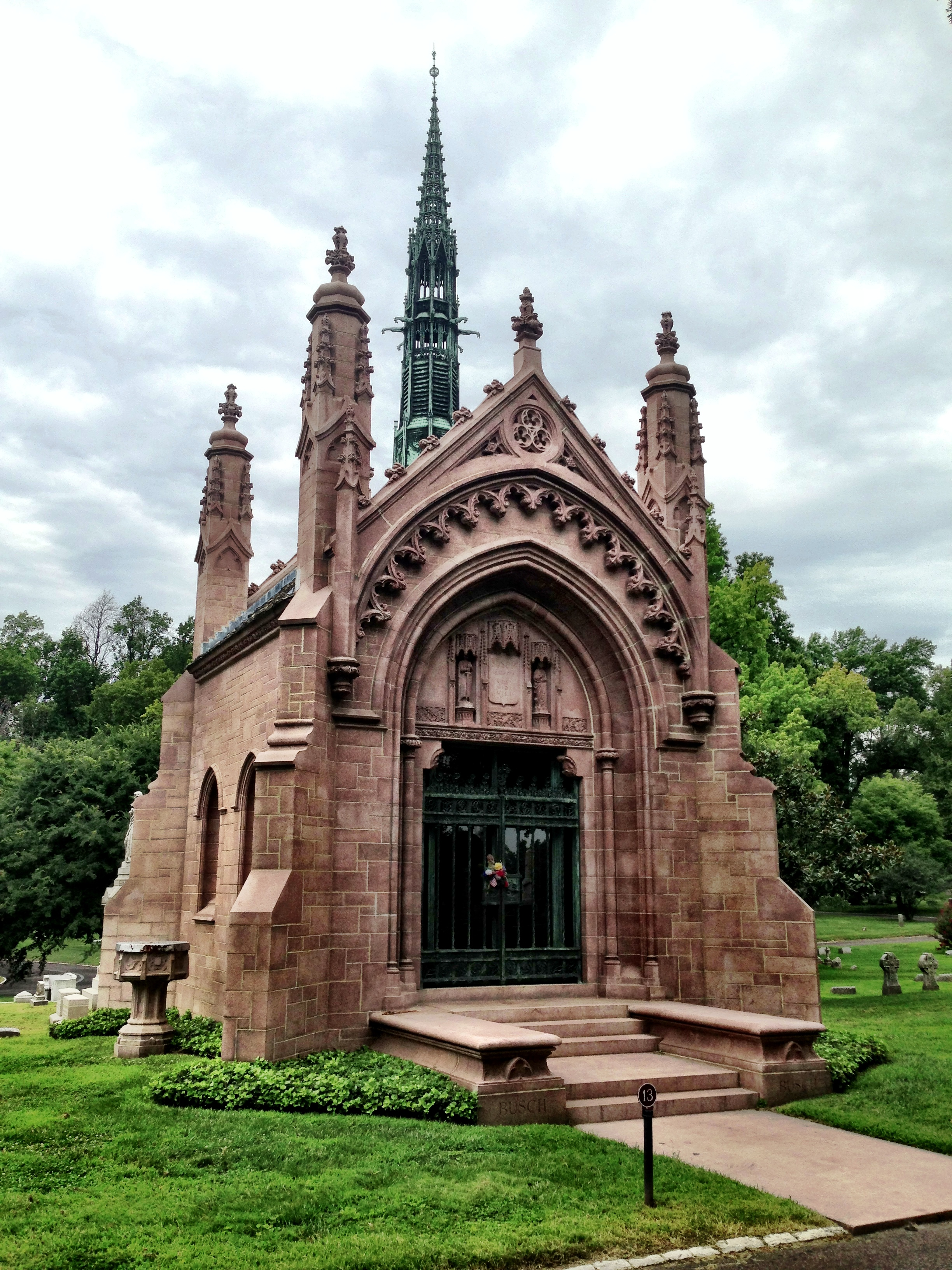
Мавзолей Буша на кладбище Беллефонтен в Сент-Луисе

Адольф Буш страдал водянкой (опухоли ткани из-за скопления жидкости в сосудистой системе) с 1906 года. Он умер 10 октября 1913 года во время отпуска на вилле Лилли, названной в честь его жены, в Линдшиде (Германия).
В 1915 году его тело было доставлено в Соединённые Штаты на корабле и поездом в Сент-Луис. Почти тридцать тысяч человек выразили свое почтение Адольфу Бушу, когда его тело лежало в государственном особняке в Сент-Луисе. Среди известных гостей были министр сельского хозяйства США, президент Гарвардского университета и президент Калифорнийского университета. Шествие состояло из двадцати пяти грузовиков, перевозивших цветы на кладбище, а также из группы в 250 человек, которая возглавляла похоронную процессию. Процессия протянулась на двадцать миль. По просьбе мэра Сент-Луиса Генри В. Киля было соблюдено пять минут тишины, а в отелях Jefferson и Planter’s House выключили свет. Также были остановлены трамваи.
Знаменитый архитектор Томас Барнетт спроектировал склеп в стиле баварской готики из камня, добытого в карьере в Миссури. Строительство склепа обошлось в 250 000 долларов (что эквивалентно 2,9 миллиона долларов сегодня), и было завершено в 1921 году. На стенах изображены виноградные лозы, символизирующие как рождение Адольфа в немецкой винодельческой стране, так и его любимый напиток. Слова Юлия Цезаря: «Veni, Vidi, Vici» («Пришел, увидел, победил») начертаны на перемычке.
Лилли, жена Адольфа Буша, умерла от инфаркта миокрарда 17 февраля 1928 года в Пасадине, штат Калифорния. Её тело было перевезено в Сент-Луис и захоронено рядом с мужем.